# Canaan (anime)
Canaan (カナン?) es una serie de anime de 2009 creado por el estudio P.A. Works y conceptualizado por los cofundadores de Type-Moon, Kinoko Nasu y Takashi Takeuchi, basado en un escenario creado para la novela visual de la Wii de Nintendo, 428: Fūsa Sareta Shibuya de, la cual había sido premiada con una puntuación perfecta por la publicadora de juegos, Famitsu.
El anime cuenta con 13 episodios, y fue estrenado el 4 de julio de 2009 en Japón.

## Desarrollo
La serie fue conocida inicialmente como "428 the animation" cuando se anunció por primera vez en la revista Newtype en octubre de 2008 y en Sega en el Tokyo Game Show, donde se emitió un tráiler de la serie y se anunció una adaptación del escenario original de Type-Moon.
Poco después, en diciembre del mismo año, el título fue cambiado a Canaan, los diseños originales de los personajes los crearía Takashi Takeuchi y la animación la completaría el diseñador Kanami Sekiguchi.

## Producción
La serie está siendo creada por el estudio de animación P.A. Works, que está dirigido por Masahiro Ando, quien había dirigido anteriormente la película del estudio BONES: Sword of the Stranger. El escritor de la historia es Mari Okada, que anteriormente había escrito Vampire Knight y True Tears.

## Personajes

### Principales
Canaan (カナン Kanan?)
Seiyū: Miyuki Sawashiro
Doblaje (Hispanoamérica): Verania Ortiz
Canaan es el personaje principal de la serie, es una mercenaria que actualmente opera en la ciudad de Shanghái. Canaan es la única superviviente proveniente de una aldea destruida por una guerra en Medio Oriente. Ella fue encontrada, protegida y entrenada por Siam, un soldado el cual la adoptó y le otorgó el nombre de Canaan. Ella desarrolló un respeto mutuo por su mentor durante el transcurso de su entrenamiento bajo su alero, pero después de que Siam fuera asesinado por Alphard, la mente de Canaan fue consumida por los sentimientos de venganza y odio hacia la asesina de su mentor, a quien antes admiraba y la consideraba una hermana mayor.
Como la mercenaria de élite que es, Canaan posee experiencia en espionaje y es experta en el combate, su arma que utiliza la gran mayoría del tiempo es una pistola Beretta PX4 Type G semi-automática. Ella posee una habilidad llamada sinestesia la cual le permite concentrarse y combinar sus sentidos. Ella utiliza esta habilidad como un radar para localizar a sus enemigos, para introducirse en sistemas mecánicos y para esquivar balas fácilmente. Al contrario, si Canaan utiliza durante mucho tiempo esta habilidad, su fuerza se irá debilitando rápidamente hasta el punto en que colapse. Canaan posee cabello de color gris-rubio y ojos grises, pero cuando utiliza la sinestesia, estos se tornan rojos.
Alphard Alshua (アルファルド Arufarudo?)
Seiyū: Maaya Sakamoto
Doblaje (Hispanoamérica): Ellie Rojo
La antagonista principal de la serie, Alphard es una atractiva joven la cual es líder de una organización terrorista llamada Las Serpientes (蛇, Hebi) y es la archienemiga de Canaan. En el pasado, Alphard fue la aprendiz de Siam, el cual también le había otorgado el nombre de Canaan, pero una vez que le asesinó a causa de que su cliente le obligó a traicionar a sus amigos, abandonó el sucio nombre con el que éste la había bautizado. Aparentemente, en varias ocasiones durante el transcurso de la serie, se podía observar de que Alphard poseía más habilidades de peleas que las que tenía Canaan incluso cuando esta utilizaba la sinestesia. Ella posee una pistola FN Five-seveN USG la cual utiliza al transcurso de la serie.
Durante la pelea final, Alphard se dispara en su brazo tatuado, alegando de que una vez por todas quería estar libre de la serpiente. Supuestamente, ella cae por un precipicio hacia su muerte, pero en el epílogo de la serie, se la ve sentada en un aeropuerto esperando su vuelo. Tiempo después, mientras Canaan se encuentra trabajando en Florencia, Italia, ella recibe una llamada sobre una misión para detener a una mujer que posee solamente un brazo, que queda implícito que es Alphard.
Maria Ōsawa (大沢 マリア Ōsawa Maria?)
Seiyū: Yoshino Nanjō
Doblaje (Hispanoamérica): Amellalli Guevara
Maria, uno de los personajes centrales más tiernos de la serie, siempre podemos verla con una sonrisa en su rostro. Dos años antes durante los eventos ocurridos en "428: Fūsasareta Shibuya de", ella fue secuestrada por terroristas y fue infectada por el virus Ua, sobreviviendo a este gracias al antivirus que descubrió su padre. Maria comienza a ser amiga de Canaan luego de que esta la salvara de un asalto durante un viaje que había realizado Maria en algún lugar del Medio Oriente.
Su principal sueño es convertirse en una fotógrafa profesional, es por esto que se ha vuelto compañera de trabajo del reportero Minoru Minorikawa antes de que el destino le ofreciera la oportunidad de cubrir periodísticamente una famosa fiesta en Shanghái, en donde se volvería a reencotrar con Canaan. Después de descubrir la peligrosa vida de mercenaria que llevaba Canaan, Maria trata de hacer lo posible para estar cerca de su amiga. Tanto como Canaan protegiera físicamente a Maria, Maria protegía a Canaan entregándole amor y apoyo emocional. María, la cual es capaz de demostrar muchos más sentimientos de Canaan, trata de enfocar todos que todos sus actos hagan sentir felicidad a Canaan.

### Secundarios
Siam (シャム Shamu?)
Seiyū: Akio Ōtsuka
Doblaje (Hispanoamérica): Enrique Cervantes
Un exmercenario y mentor de Canaan y Alphard. Él fue el que rescató a la joven Canaan desde las ruinas de aquella pequeña ciudad destruida por la guerra, la adoptó y la entrenó en el arte del combate. Tiempo después, Siam es asesinado por Alphard antes de los eventos del anime.
Minoru Minorikawa (御法川 実 Minorikawa Minoru?)
Seiyū: Kenji Hamada
Doblaje (Hispanoamérica): Óscar López
Es uno de los personajes principales en el original 428: Fūsasareta Shibuya de, Minorikawa es uno de los reporteros más famosos del medio periodístico, el cual es asignado a Shanghái junto con María Ōsawa, quien cariñosamente lo llama "Mino-san". Mucho más que actuar como el supervisor de Maria, el cariño que tiene por esta, hace que todos sus propósitos sean como guardián y cuidador la joven.
Liang Qi (リャン・チー Ryan Chī?)
Seiyū: Rie Tanaka
Doblaje (Hispanoamérica): Wendy Malvárez
Liang Qi, es la más importante secuaz de Alphard. Ella fue la que estuvo tras la búsqueda de su líder desde la separación de Alphard y Siam. Trata de aparentar una actitud calmada y un poco temperamental, pero en realidad es despiadada, inestable y se encuentra muy obsesionada admirando e idolatrando a Alphard hasta el punto de estar enamorada de ella, a quien llama "Nee-sama" (hermana mayor). Sin embargo, para el pesar de Liang Qi, Alphard no responde recíprocamente a estas admiraciones, en cambio, constantemente la ignora y la ridiculiza la mayor parte del tiempo.
Debido a que Alphard posee un interés especial en vigilar y atacar a Canaan, Liang Qi ve la oportunidad de que al eliminar a Canaan pueda volver a ganar la atención de Alphard. Después de un tiempo, Alphard decide abandonar a Lian Qi tras el fracaso del ataque al Salón Internacional de Conferencias en Shanghái, dejando a Lian Qi perturbada mentalmente. Cuando Liang Qi localiza la "Fábrica", una aldea que se ha transformado en un complejo de investigación en Xinjiang, China donde "Las Serpientes" (y anteriormente la CIA) continuaban haciendo experimentos en humanos sobre el Virus Ua, Alphard planea destruir este complejo, y además, eliminar a Liang Qi en el camino, pero cambia totalmente de mentalidad cuando descubre que Cummings muestra genuino cariño por ella.
Yunyun (ユンユン Yunyun?)
Seiyū: Haruka Tomatsu
Doblaje (Hispanoamérica): Marysol Lobo
Esta excéntrica y energética muchacha es una de los "Borners", es decir sobrevivientes de las pruebas del Virus Ua en humanos hechos por "Las Serpientes". Es uno de los personajes más alegres del anime y uno de los más divertidos, siempre hace alusión a su falta de busto, por el cual siempre trata de rellenarlo con frutas o con panecillos para que su busto se vea mucho más grande. En ciertas ocasiones, Yunyun, trabajaba como espía para Liang Qi, contagiaba a los representantes japoneses de la Unidad Antiterrorismo de Shanghái con el Virus Ua y también intentaba atrapar y asesinar a Canaan por órdenes de sus superiores.
En el transcurso de la serie, Yunyun se hace amiga de Maria, pero cuando averigua que Maria es la protegida de Canaan, desiste de su misión para asesinarla, además de ser físicamente menos hábil y fuerte que Canaan. Una vez que ya se afianza la amistad de Yunyun con Canaan y Mino, les revela que trabajaba como espía de "Las Serpientes" y fue contratada como informante, solamente porque estos terroristas le pagaba su sueldo con las medicinas diarias que Yunyun debía tomar en contra de los efectos del Virus Ua. Yunyun acompaña a Canaan y a los demás a su antigua ciudad natal, que ahora es conocida como "La Fábrica".
Cummings (カミングズ Kaminguzu?)
Seiyū: Tōru Ōkawa
Doblaje (Hispanoamérica): Ferso Velázquez
Cummings es el representante público de la Compañía Militar Privada "DAEDALA", una entidad compuesta por miembros de la Organización Terrorista "Las Serpientes". A pesar de liderar la compañía, Cummings es el fiel servidor de Liang Qi, como consejero y principal víctima de las frustraciones de la chiquilla al no ganar la atención de Alphard. Cummings sigue al lado de Liang Qi, a pesar de todos los abusos y maltrato que recibe de su parte, llegando a desarrollar sentimientos de amor hacia la muchacha.